# Schein Gábor
Schein Gábor (Budapest, 1969. július 2. –) magyar író, költő, műfordító, irodalomtörténész, egyetemi tanár.

## Életpályája
1987-ben érettségizett a budapesti József Attila Gimnáziumban. 1988–1990 között a Kossuth Lajos Tudományegyetem hallgatója volt. 1990–1993 között az ELTE magyar-német szakos diplomát kapott. 
1993–1995 között a Kossuth Lajos Tudományegyetem Bölcsészettudományi Karának német tanszékének oktatója volt. 1994-től az ELTE BTK Modern Magyar Irodalomtörténeti Tanszékének oktatója. 1994–1995 között a Határ, 1995–2005 között a Pannonhalmi Szemle című irodalmi lapok szerkesztője volt. 1996–1998 között a Pázmány Péter Katolikus Egyetem esztétika tanszékén oktatott. 
1997-ben PhD fokozatot szerzett. 2000–2002 között a Nagyvilág rovatvezetője volt. 2003–2008 között az Irodalomtörténet című folyóirat főszerkesztője volt. 2005–2006, 2013-2014 és 2017-2018 között a Bécsi Egyetem, 2022-ben a Sorbonne IV. vendégtanára volt. 2019-ben az MTA doktora címben részesült.

## Magánélete
Felesége 1993-tól 2024-ig Fürjes Gabriella. Gyermekei: Dávid (1996), Adél (2000).[forrás?]

## Művek

### Verseskötetek
- Szavak emlékezete; HungAvia-Kráter, Bp., 1992 (Fekete-piros füzetek)
- Cave canem (1993)
- Elhangolás (1996)
- Irijám és Jonibe (1998, 2009, 2015)
- Üveghal (2001)
- retus (2003)
- Panaszénekek (2005)
- Bolondok tornya (verses regény, 2008)
- Éjszaka, utazás (2011)
- Üdvözlet a kontinens belsejéből (2017)
- Ó, rinocérosz (verses regény, 2021)

### Prózakötetek
- Mordecháj könyve (kisregény, 2002, 2024)
- Lázár! (kisregény, 2004)
- Egy angyal önéletrajzai (regény, 2009)
- Megölni, akit szeretünk (elbeszélések, 2013)
- Esernyők a Kossuth téren (politikai esszék, 2014)
- Svéd (regény, 2015)
- Megleszünk itt (2019)

### Gyerekkönyvek
- Isten nevetett (2005) Koinonia
- Irijám és Jonibe. Verses mese gyerekeknek és felnőtteknek; Csodaceruza, Bp., 2009
- Pozsonyi Pagony (illusztrálta Rofusz Kinga)
- Márciusban jaguárok? (2014) Móra (illusztrálta Rofusz Kinga)
- Apa átváltozott (2024) Pozsonyi Pagony, illusztrálta Grela Alexandra

### Drámák
- Születésnap (2003)
- A herceg álma. Három kamaradráma (2004) bemutató: 2011 Marosvásárhely, rendező: Vargyas Márta
- Hippolitosz (2005)
- Fixa Idea Felekezet (2010) színpadi szöveg (Természetes Vészek Kollektíva, rendező: Árvai György, bemutató: 2010 Volt Fesztivál, Sopron)
- Hálátlan dögök (2011) operalibrettó (zeneszerző: Dargay Marcell, bemutató 2011, Bayerische Staatsoper München)
- Aura (2011) színpadi szöveg (Természetes Vészek Kollektíva, rendező: Árvai György, bemutató: 2011 Trafó, Budapest)
- Dalszöveg a Krétakör Korrupció című produkciójához, rendező: Gulyás Márton, bemutató: 2013 MAFILM Róna utcai épülete, Budapest)